# Мохово-Парцеле
Мохово-Парцеле (пол. Mochowo-Parcele) — село в Польщі, у гміні Мохово Серпецького повіту Мазовецького воєводства.
Населення — 431 особа (2011).
У 1975-1998 роках село належало до Плоцького воєводства.

## Демографія
Демографічна структура станом на 31 березня 2011 року:
|          | Загалом | Допрацездатний вік | Працездатний вік | Постпрацездатний вік |
| -------- | ------- | ------------------ | ---------------- | -------------------- |
| Чоловіки | 217     | 58                 | 141              | 18                   |
| Жінки    | 214     | 45                 | 133              | 36                   |
| Разом    | 431     | 103                | 274              | 54                   |